# Väderstad
Väderstad AB (tidligere Väderstad-Verken AB), med hovedkvarter i Väderstad, er en svensk producent af landbrugsmaskiner. Deres produktsortiment omfatter kultivatorer, harver og såmaskiner. Virksomheden blev grundlagt i 1962 af landmand Rune Stark.
I 2021 havde Väderstad 1900 ansatte i over 40 lande og omsatte for 4,2 mia. SEK.